# Бринсон (Џорџија)
Бринсон (Џорџија) (енгл. Brinson) град је у америчкој савезној држави Џорџија. По попису становништва из 2010. у њему је живело 215 становника.

## Демографија
Према попису становништва из 2010. у граду је живело 215 становника, што је 10 (4,4%) становника мање него 2000. године.
| Група             | 2000.       | 2010.       |
| Белци             | 159 (70,7%) | 149 (69,3%) |
| Афроамериканци    | 53 (23,6%)  | 56 (26,0%)  |
| Азијати           | 0 (0,0%)    | 0 (0,0%)    |
| Хиспаноамериканци | 8 (3,6%)    | 10 (4,7%)   |
| Укупно            | 225         | 215         |